# Potcoava
Potcoava este un oraș în județul Olt, Muntenia, România, format din localitatea componentă Potcoava (reședința), și din satele Potcoava-Fălcoeni, Sinești, Trufinești și Valea Merilor. Situat la 30 km est de municipiul Slatina, orașul Potcoava avea în 2011 5.743 de locuitori și o suprafață de 85 km². 
Potcoava - Olt este o localitate veche, fiind atestată documentar de aproape 600 de ani. Despre originea numelui acesteia circulă mai multe legende, potrivit cărora denumirea ar veni de la fosta configurație, ce avea formă de potcoavă, sau de la primul locuitor, un vârstnic pe care îl chema Potcoavă. O altă legendă spune că, în urmă cu câteva sute de ani, pe teritoriul orașului de azi, existau cei mai renumiți potcovari din zonă, iar o alta afirmă că domnitorul Dan al II-lea Basarab, în 1423, avea în armata sa un căpitan cu puteri neobișnuite, care putea să îndoaie o potcoavă cu mâna. Însă, indiferent de unde provine denumirea, așezarea a cunoscut o perioadă deosebită până în 1965, când era reședință de plasă și apoi de raion (înființat la 1 ianuarie 1956).
Localitatea s-a dezvoltat în ultimii ani datorită zăcămintelor de țiței și gaze. A fost declarat oraș în anul 2004.

## Istorie
Orașul Potcoava este situat în partea de est a județului Olt, la aproximativ 30 km de municipiul Slatina. În teritoriu, se află de o parte și de alta a văii pârâului Plapcea, afluent pe partea dreapta a râului Vedea, în nordul Câmpiei Boianului, prezentând caracteristici ale câmpiei înalte cu câmpuri prelungi și netede, separate de văi puțin adânci orientate spre sud – est și cu o înclinație usoară. La nord orașul este marginit de satele Băltați și Bircii, la sud de Ciurești, la sud – est de Corbu, la sud – vest de Movileni, la est de Optași – Măgura, la vest cu Bălteni, Mierlești și Perieți. Satele arondate localității Potcoava sunt: Fălcoeni, Potcoava, Valea Merilor, Trufinești și Sinești, așezare de-a lungul pârâului Plapcea.
Mediul geografic – terenuri bune pentru agricultură, apă suficientă, păduri întinse – a oferit condiții favorabile pentru stabilirea și dezvoltarea așezărilor, a desfășurării activităților omului pe teritoriul zonei Câmpia Boianului. Așa cum reiese dintr-un hrisov dat la Curtea de Argeș la 7 iunie 1423 Dan al II – lea Basarab, domnitor cu unele întreruperi al Țării Românești între august 1420 și iunie 1431, așezarea Potcoava exista sub acest nume încă din această perioadă. Cel mai vechi sat atestat documentar este Sinești – Valea Merilor, cunoscut în vechime și sub numele de Osica, luat de la pârâul ce curge în apropiere. Satul este amintit în 22 ianuarie 1590 în porunca prin care Mihnea Voievod întărește lui Tatomir și altora, stăpânire asupra satului Osica.

## Relief
Zona este ușor vălurită, teritoriul fiind străbătut de pârâul Plapcea, afluent al râului Vedea.

## Demografie
Componența etnică a orașului Potcoava
     Români (82,94%)
     Romi (9,08%)
     Alte etnii (0,17%)
     Necunoscută (7,8%)
Componența confesională a orașului Potcoava
     Ortodocși (91,13%)
     Alte religii (0,61%)
     Necunoscută (8,26%)
Conform recensământului efectuat în 2021, populația orașului Potcoava se ridică la 5.229 de locuitori, în scădere față de recensământul anterior din 2011, când fuseseră înregistrați 5.743 de locuitori. Majoritatea locuitorilor sunt români (82,94%), cu o minoritate de romi (9,08%), iar pentru 7,8% nu se cunoaște apartenența etnică. Din punct de vedere confesional, majoritatea locuitorilor sunt ortodocși (91,13%), iar pentru 8,26% nu se cunoaște apartenența confesională.

## Politică și administrație
Orașul Potcoava este administrat de un primar și un consiliu local compus din 15 consilieri. Primarul, Nicușor Manuel Enăchioaia[*], de la Partidul Social Democrat, este în funcție din 2012. Începând cu alegerile locale din 2024, consiliul local are următoarea componență pe partide politice:
|  | Partid                          | Consilieri | Componența Consiliului | Componența Consiliului | Componența Consiliului | Componența Consiliului | Componența Consiliului | Componența Consiliului | Componența Consiliului | Componența Consiliului | Componența Consiliului |
|  | ------------------------------- | ---------- | ---------------------- | ---------------------- | ---------------------- | ---------------------- | ---------------------- | ---------------------- | ---------------------- | ---------------------- | ---------------------- |
|  | Partidul Social Democrat        | 9          |                        |                        |                        |                        |                        |                        |                        |                        |                        |
|  | Alianța pentru Unirea Românilor | 4          |                        |                        |                        |                        |                        |                        |                        |                        |                        |
|  | Partidul Național Liberal       | 1          |                        |                        |                        |                        |                        |                        |                        |                        |                        |
|  | Partidul S.O.S. România         | 1          |                        |                        |                        |                        |                        |                        |                        |                        |                        |

## Economie
Localitatea Potcoava este cunoscută prin zăcămintele de țiței și gaze, datorita cărora s-a dezvoltat industria petrolieră. În teritoriu își desfășoară activitatea Schela Ciurești și Petrom Service Potcoava.

## Învățământ
Orașul deține un liceu de cultură generală dotat cu un Centru de Documentare și Informatizare.
Pe teritoriul orașului funcționează 3 școli generale, o grădiniță cu program prelungit și 3 grădinițe cu program normal.
În anul 2004 a fost construit localul Școlii cu clasele I-IV Potcoava, aceasta funcționând până atunci în localul construit în 1906.
Forma de învățământ din liceu și celelalte școli este învățământ de zi.
Servicii oferite: Internet, cabinet medical, medic, asistent igienist, Centru de Documentare și Informare.
Căminul cultural are 300 de locuri și o bibliotecă publică.

## Sănătate
Timp de peste 20 de ani, la Potcoava s-au tratat zeci de mii de oameni suferinzi de reumatism. În clădirea în care din 1994 funcționează primăria, la sfârșitul anilor ’60 s-au amenajat băi comunale, cu ape termale și diferite proceduri medicale, menite să trateze reumatismul.
“Erau vestite aceste băi. Mulți veneau să se trateze. Nu existau spații de cazare, iar cei care veneau de la distanțe mai mari erau cazați pe la săteni. Din lipsa banilor și a investițiilor, băile s-au desființat imediat după 1989”
Acum este un dispensar medical în centrul orașului, care are un medic, asistent medical și șofer pe ambulanță, unitatea dispune de o mașină ambulanță pentru transportul bolnavilor la Unitatea de urgențe din Slatina.

## Personalități
- Marin Ceaușescu (1916 - 1989), economist și diplomat, fratele mai mare al dictatorului Nicolae Ceaușescu
- Lina Ciobanu (n. 1929), demnitar comunist
- Constantin Dumitrache (1948 - 2001), istoric literar, eseist și publicist